# Puszcza Biała
Puszcza Biała, także Puszcza Biskupia – kompleks leśny ciągnący się w widłach Bugu i Narwi od Pułtuska po Ostrów Mazowiecką. Część Niziny Mazowieckiej. Zdominowana przez drzewostan sosnowy (ponad 90%).
Powierzchnia tego obszaru wynosi ok. 85 000 hektarów (ok. 850 km²), w tym lasy zajmują ok. 51 000 hektarów (ok. 510 km²), przy czym 21,5% to lasy prywatne.
Teren wpisany do obszarów chronionych Natura 2000.

## Historia Puszczy
Od XIII wieku puszcza należała do biskupów płockich. Biskupi ci dość często rezydowali w swojej rezydencji w Pułtusku, w dworkach w Wyszkowie lub Broku. Ochrona zasobów Puszczy spowodowała, że jeszcze w XVIII wieku były to tereny najsłabiej zaludnione na Mazowszu. By nie naruszyć zasobów leśnych, osiedlano głównie ludzi znających gospodarkę leśną, poddając ich wcześniej dokładnej selekcji. Osadnikom pozwalano uprawiać rolę na niewielkich, dokładnie wyznaczonych „nowinach”, które miały wystarczyć na zaspokojenie osobistych potrzeb osadników. Tępiono tych, którzy próbowali samowolnie karczować lasy, bo leśne płody, bartnictwo, smolarnie, potażownie były źródłem dużych dochodów.
Puszcza w swej historii była widownią wielu starć zbrojnych, od czasów średniowiecza do współczesnych. Znane są zwłaszcza walki prowadzone przeciw Szwedom przez mieszkańców Puszczy w czasie potopu i wojny północnej.
Upadek Rzeczypospolitej doprowadził do przejęcia Puszczy przez skarb państwa zaborczego. Doprowadziło to w ciągu XIX wieku do dewastacji lasów wchodzących w skład puszczy. O ile jeszcze w XVIII wieku rosły tu olbrzymie dęby, to na skutek rabunkowej gospodarki prowadzonej w XIX wieku drzewostan puszczy uległ radykalnej zmianie, znanej nam dzisiaj.
Pierwsze próby ratowania puszczy podjęto dopiero po 1880 roku. Na nowo urządzaniem lasu zajęto się dopiero w dwudziestoleciu międzywojennym i po II wojnie światowej.
Część puszczy określana jest mianem Puszczy Czerwonej (Czerwonego Boru).

## Miejscowości leżące na terenie Puszczy Białej
- Bartodzieje (powiat pułtuski)
- Brańszczyk
- Białebłoto-Kobyla
- Dalekie-Tartak
- Dybki
- Brok
- Budykierz
- Długosiodło
- Janki (powiat wyszkowski)
- Knurowiec
- Leszczydół: Działki, Stary, Nowiny, Podwielątki, Pustki
- Nagoszewka: Pierwsza, Druga
- Nagoszewo
- Nowy Lubiel
- Nowa Wieś
- Obryte
- Ochudno
- Ostrów Mazowiecka
- Pniewo
- Poręba Średnia
- Porządzie
- Psary (powiat pułtuski)
- Pułtusk
- Rząśnik
- Sadykierz
- Sieczychy
- Somianka
- Tocznabiel
- Trzcianka
- Turzyn
- Wielgolas (powiat pułtuski)
- Wyszków
- Stare Bosewo

## Rzeki przepływające przez Puszczę Białą
- Bug
- Narew
- Brok
- Zgorza Struga
- Wymakracz

## Rezerwaty na terenie Puszczy Białej
- Rezerwat przyrody Stawinoga we wsi Stawinoga (południowo-zachodnia część puszczy)
- Rezerwat przyrody Popławy we wsi Gładczyn Rządowy (zachodnia część puszczy)
- Rezerwat przyrody Bartnia we wsi Ponikiew (północno-zachodnia część puszczy)
- Rezerwat przyrody Wielgolas we wsi Wielgolas (północno-zachodnia część puszczy)